# لوكبورت (مقاطعة نياغرا)
لوكبورت (نيويورك) (بالإنجليزية: Lockport (town), New York)‏ هي بلدة أمريكية تقع في الولايات المتحدة في مقاطعة نياغرا، نيويورك. يقدر عدد سكانها بـ 20,529 نسمة ومساحتها 115.8 كم2 وترتفع عن سطح البحر 192 متر.